# (33844) 2000 GQ133
2000 GQ133 (asteroide 33844) é um asteroide da cintura principal. Possui uma excentricidade de 0.22199230 e uma inclinação de 7.25030º.
Este asteroide foi descoberto no dia 7 de abril de 2000 por LINEAR em Socorro.